# Сакае Рьоко
Рьоко Сакае (яп. 坂本涼子; нар. 24 квітня 1970, префектура Хіого) — японська борчиня вільного стилю, чемпіонка, срібна та дворазова бронзова призерка чемпіонатів світу, чемпіонка Азії.

## Життєпис
Боротьбою почала займатися з 1986 року в міській школі Суїта — престижному навчальному закладі для хлопчиків та дівчаток, і виграла перший Всеяпонський чемпіонат серед жінок та перший Всеяпонський відкритий турнір серед жінок у 1987 році. Вона продовжувала вигравати обидва турніри до 1990 року. За цей час вона посіла п'яте місце на чемпіонаті світу в 1987 році, друге в 1989 році та третє в 1990 році, трохи не дотягнувши до фіналу.
У 1991 році їй довелося залишити спорт через операцію на коліні, але вона повернулася наступного року. Вона перемогла чемпіонку світу у вазі до 65 кг Акіко Іїдзіму, яка опустилася до категорії до 57 кг, і знову взяла участь у чемпіонаті світу, ставши чемпіонкою. Потім вона вийшла заміж за Кадзухіто Сакае, який представляв Японію на Олімпійських іграх у Сеулі. Після пологів вона повернулася на килим восени 1995 року і стала чемпіонкою Азії в 1996 році, але посіла третє місце на чемпіонаті світу.
Вона вже була тренером у Жіночому університеті Тюкйо, але її надихнула молодша суперниця Гудрун Геє з Норвегії, яка повернулася до активних змагань і знову стала чемпіонкою світу у 1998 році, і були розмови про те, що Рьоко знову прагнутиме стати першим номером світу в 1999 році, але вона завершила кар'єру на Кубку королеви Японії у березні того ж року.
Виступала за спортивний клуб жіночого університету Тюкйо. Тренери — Йосіо Осатате, Тецуо Хорікава, Сабуро Сугіяма, Кадзухіто Сакае.

## Результати начемпіонатах Японії з боротьби
- 1987 — чемпіонка у ваговій категорії до 57 кг
- 1988 — чемпіонка у ваговій категорії до 57 кг
- 1989 — чемпіонка у ваговій категорії до 57 кг
- 1991 — чемпіонка у ваговій категорії до 57 кг
- 1992 — чемпіонка у ваговій категорії до 57 кг
- 1993 — чемпіонка у ваговій категорії до 57 кг
- 1995 — 2-ге місце у ваговій категорії до 57 кг
- 1996 — чемпіонка у ваговій категорії до 57 кг

## Спортивні результати на міжнародних змаганнях

### Виступи на Чемпіонатах світу
| Змагання                        | Збірна | Вагова категорія          | Місце  |
| ------------------------------- | ------ | ------------------------- | ------ |
| Чемпіонат світу з боротьби 1987 | Японія | жіноча боротьба, до 53 кг | 5      |
| Чемпіонат світу з боротьби 1989 | Японія | жіноча боротьба, до 57 кг | Срібло |
| Чемпіонат світу з боротьби 1990 | Японія | жіноча боротьба, до 57 кг | Бронза |
| Чемпіонат світу з боротьби 1992 | Японія | жіноча боротьба, до 57 кг | Золото |
| Чемпіонат світу з боротьби 1996 | Японія | жіноча боротьба, до 53 кг | Бронза |

### Виступи на Чемпіонатах Азії
| Змагання                       | Збірна | Вагова категорія          | Місце  |
| ------------------------------ | ------ | ------------------------- | ------ |
| Чемпіонат Азії з боротьби 1996 | Японія | жіноча боротьба, до 53 кг | Золото |